# 国民革命忠烈祠
国民革命忠烈祠（こくみんかくめいちゅうれつし、繁: 國民革命忠烈祠）は、中華民国（台湾）台北市に位置する慰霊施設である。
1969年に完成した、中華民国政府が所有する施設である。国防部が運営を担当しており、台北市の公式英霊殿も兼ね備えている。建築様式は北京の紫禁城を模倣したものとなっている。
儀仗隊と呼ばれる衛兵の交代式は非常に有名であり、基本的には毎日午前9時から午後5時まで間、1時間ごとに実施されている。外国人が多く訪れる観光地でもある。
政府は毎年3月29日と9月3日の午前に、国のために命を捧げた国民たちへの追悼祭を行っている。それぞれ台湾の春分と秋分の日に行われるため「春秋祭典」と呼ばれ、一般市民や外国人観客も見学することができる。

## 概要
牌楼を抜けると中規模の広場が広がり、その奥に紫禁城の外観を模した大殿があり、左右に文烈士祠と武烈士祠が配置されている：
- 文烈士祠には主に革命家・民主運動家・愛国文人などが祀られている。
- 武烈士祠には、革命や建国のために命を捧げた兵士約33万人[9]が祀られており、全ての戦没兵士を対象とするわけではなく、国防部が作成した名簿に正式登録された者のみが祀られている。

## 歴史
日本統治時代、当地には台湾護国神社が建立されていた。1969年、その跡地に国民革命忠烈祠が建設された。忠烈祠は「中華民国への愛国心」を高める象徴的な場所として整備され、その主旨は辛亥革命をはじめ、中華民国建国や国民革命、さらに日中戦争などの戦争において犠牲となった兵士や革命家、民間人の魂を祀ることにある。

## 衛兵交代
国民革命忠烈祠は衛兵交代のセレモニーで有名である。陸・海・空軍より選抜された兵士が、1時間交代で大門と大殿を各2名ずつで守っている。任務に就くと1時間微動だにせず、瞬きも控えている。側には世話係がつき、ハンカチで衛兵の汗を拭いたりしている。
衛兵交代は1時間毎に行われる。毎時ちょうどになると引率の兵士1名と4名の衛兵（大殿の任務に就く2名と大門の任務に就く2名）で隊列を組んだ儀杖兵が、大門から大殿に向かって銃を肩に行進する。大殿に到着すると、儀杖兵は任務に就いていた衛兵2名と合流して、殿内の位牌に向かい敬礼をする。その後、銃を交換、またそれを振り回す儀式（衛兵が持っている銃の状態を確認する動作が半ば形式化したもの）を行い、大殿守護の任務に就く2名は台の上に上がる。たった今任務を終えた2名を加え5名で大門に戻って行く。そして、大門の手前で同様の儀式を行った後、大門守護の任務に就く2名が門の前の台の上で任務に就く。セレモニーの所要時間は約20分間。

### 所在地
- 台北市中山区北安路139号

交通アクセス
- 台北市聯営公車208、213、247、267、287、21、42 - 忠烈祠バス停
- 台北市聯営公車21、47、40、42、203、208、240、260、291、301、304、308、310 - 圓山バス停

## ギャラリー

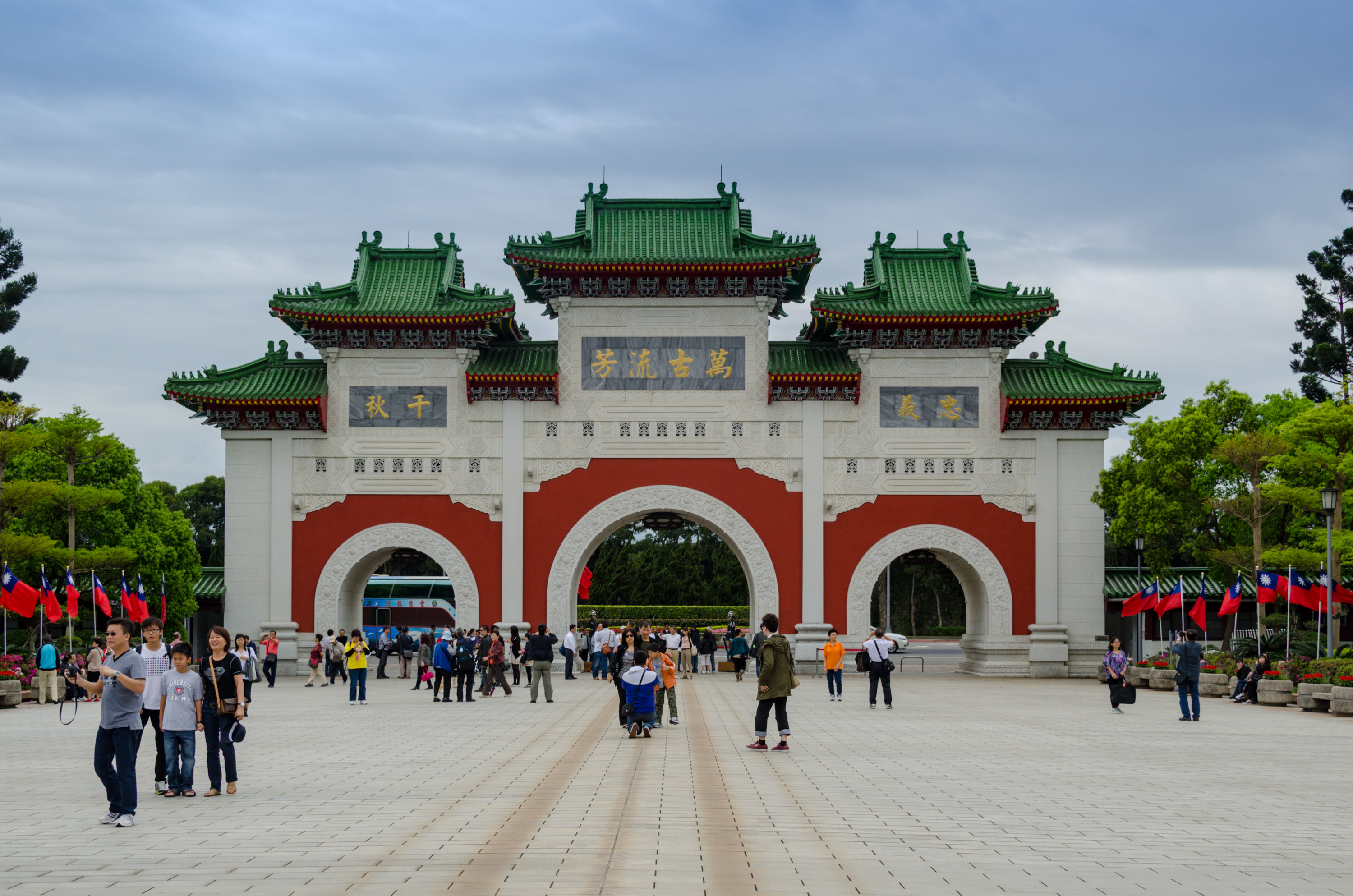
牌楼
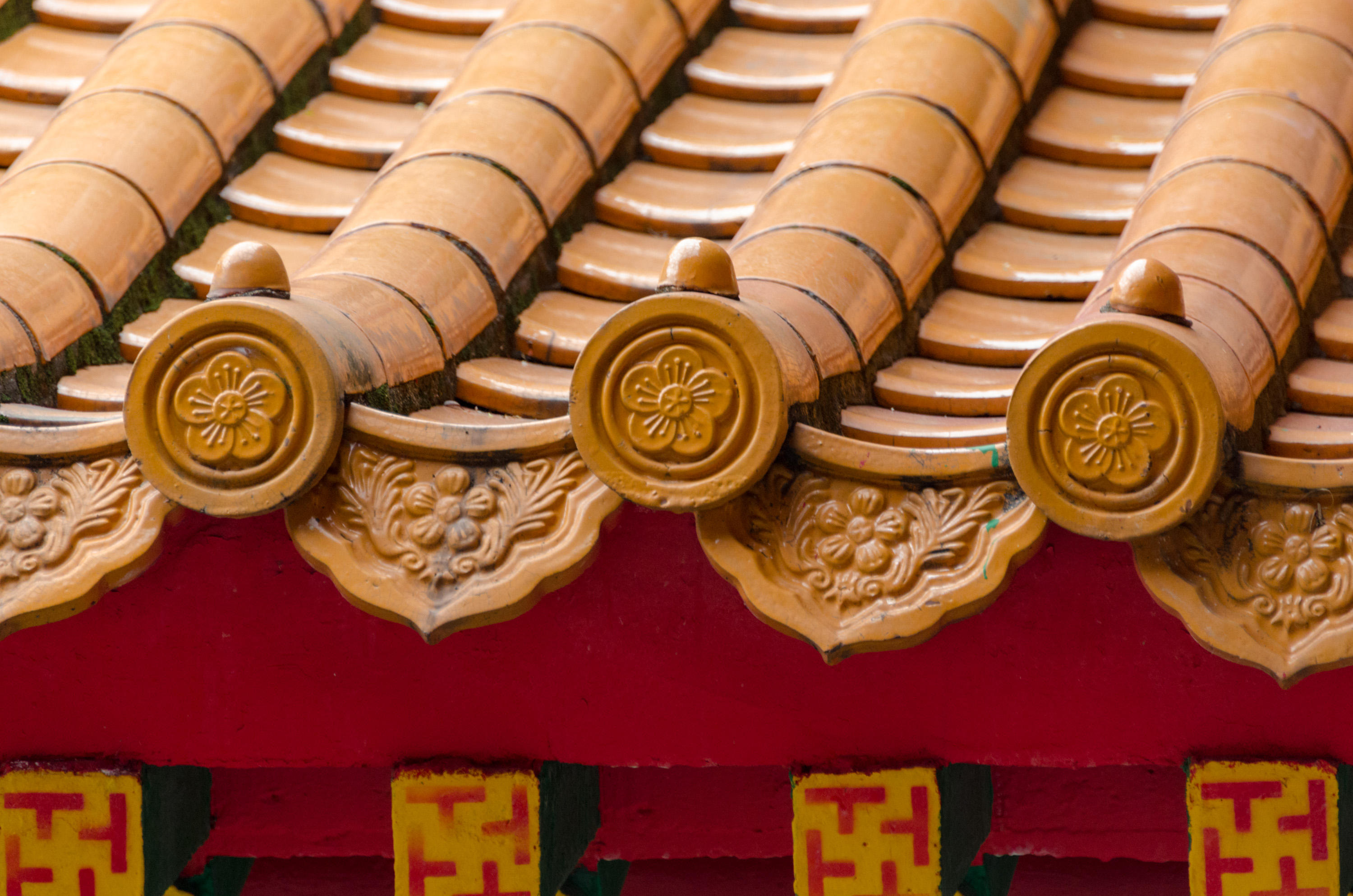
屋根の梅（中華民国の国花）
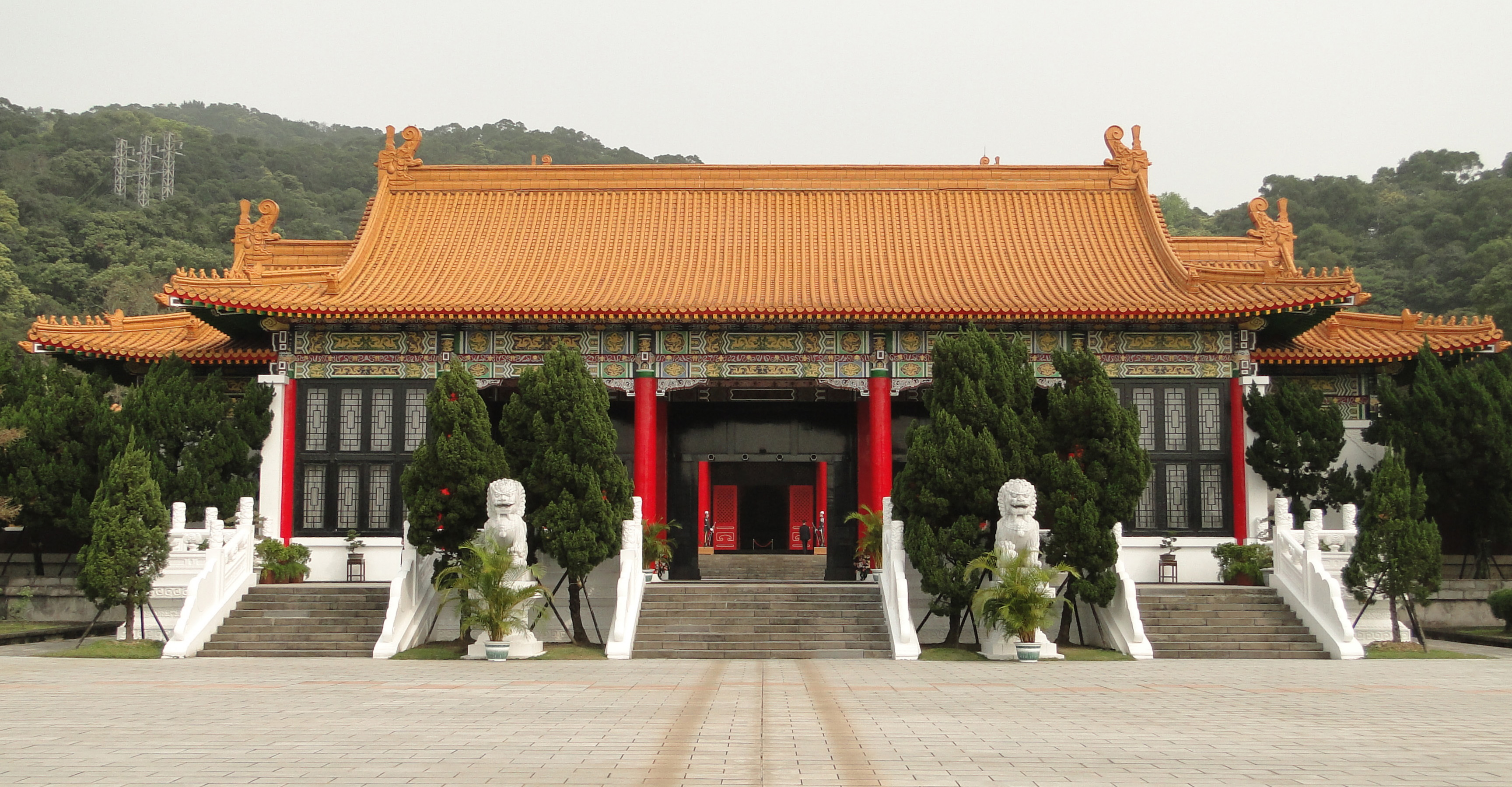
山門
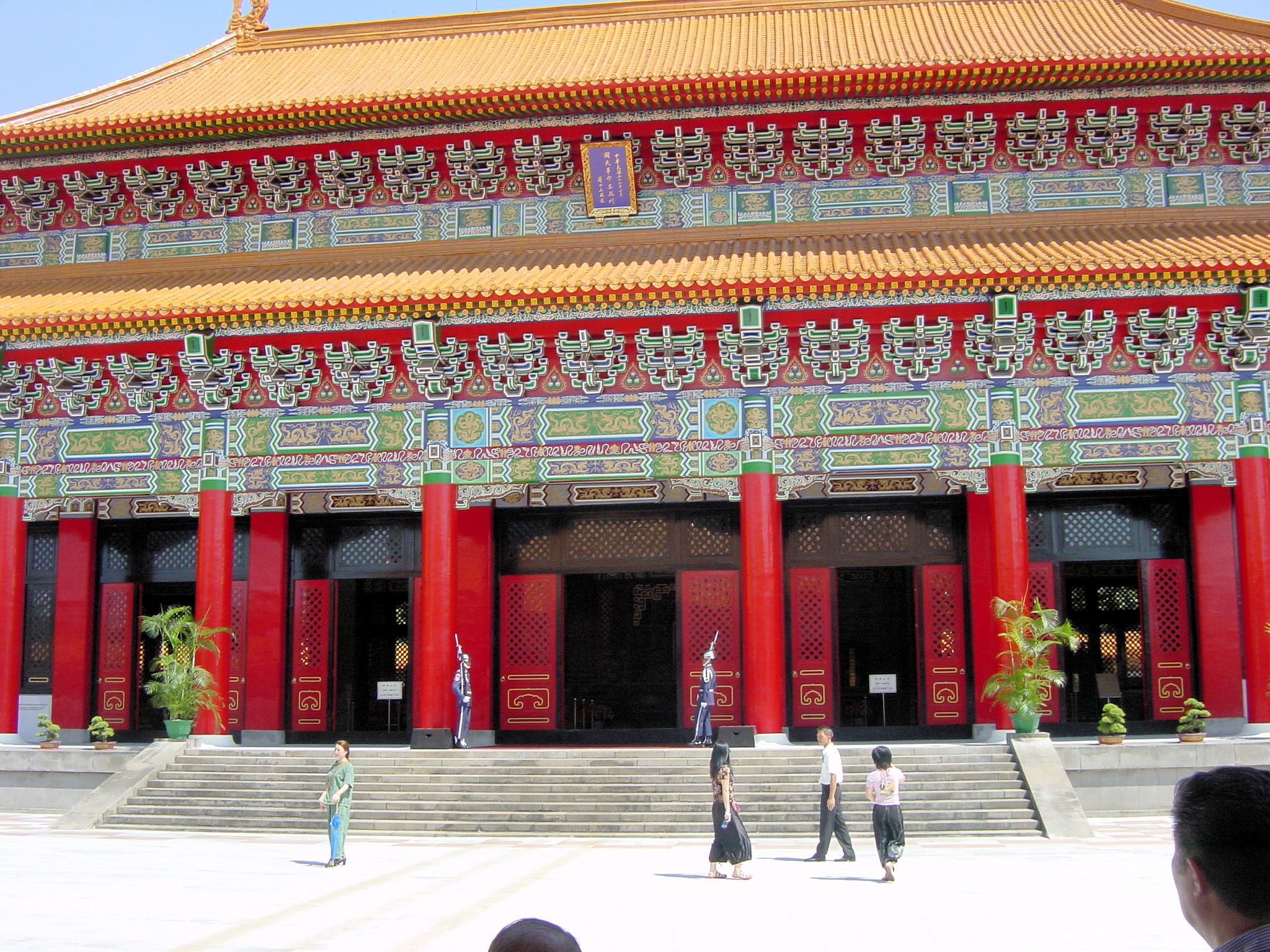
大殿
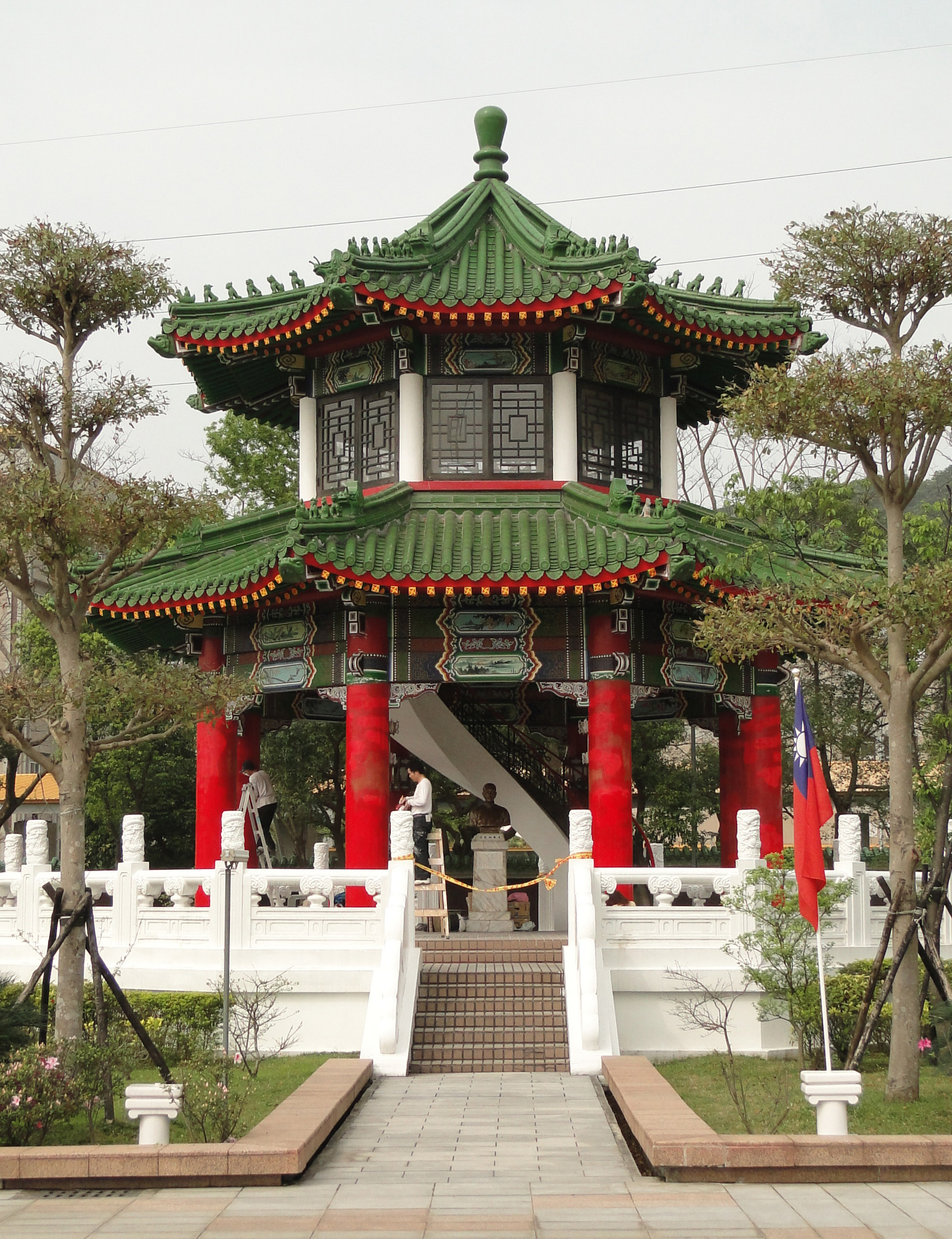
鼓楼
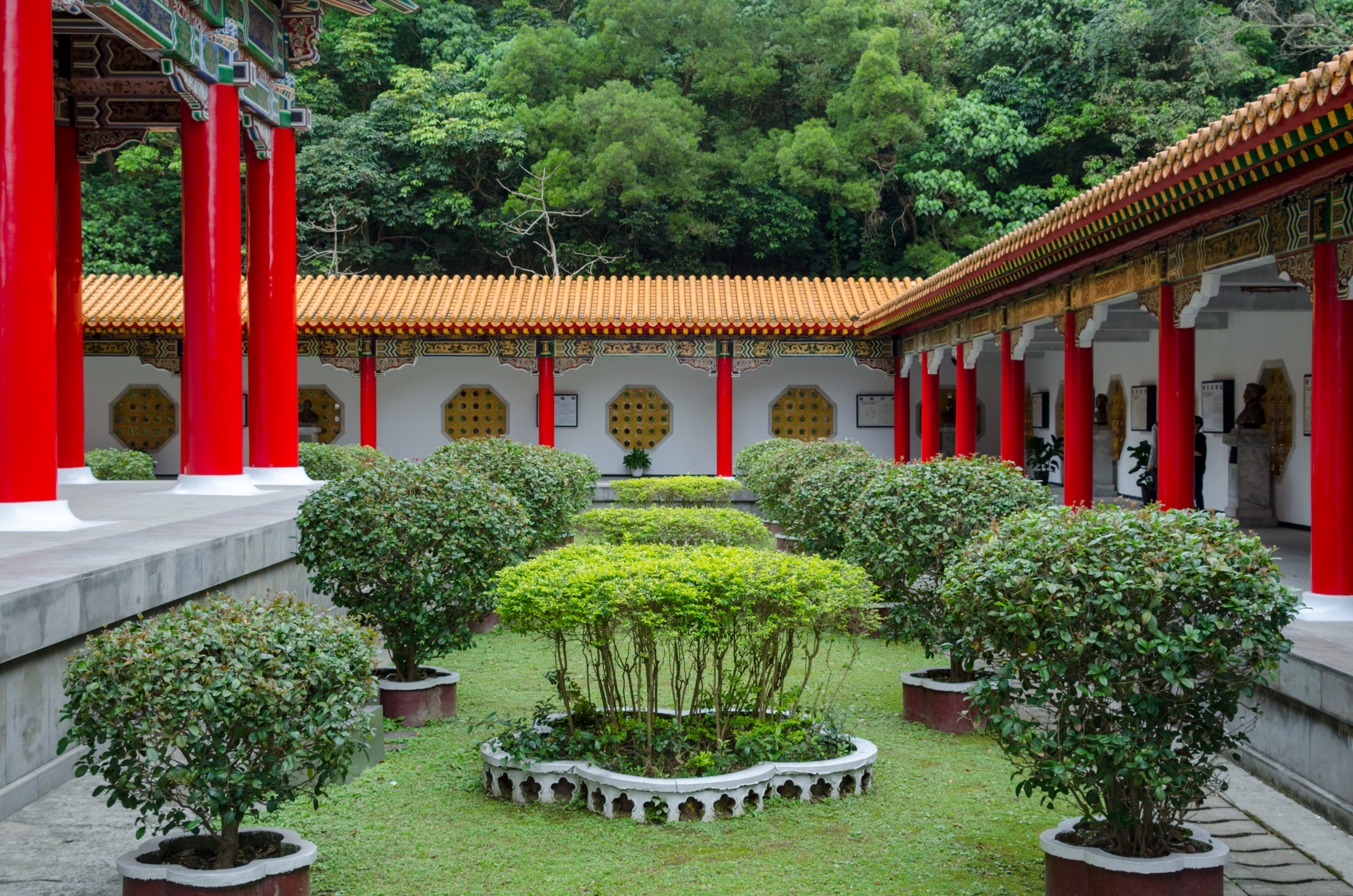
中華式と西洋式が融合した庭園
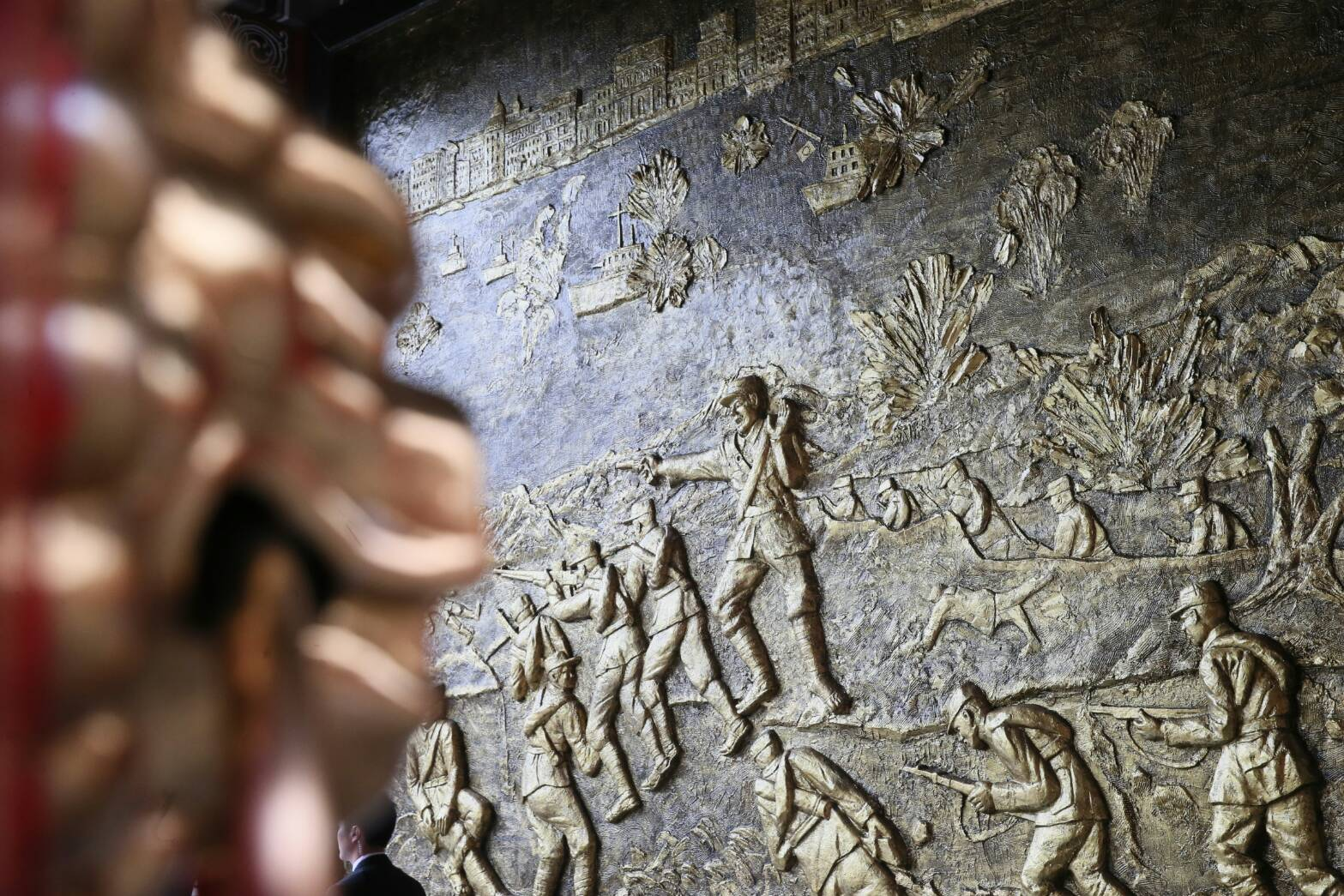
鋼製の浮彫

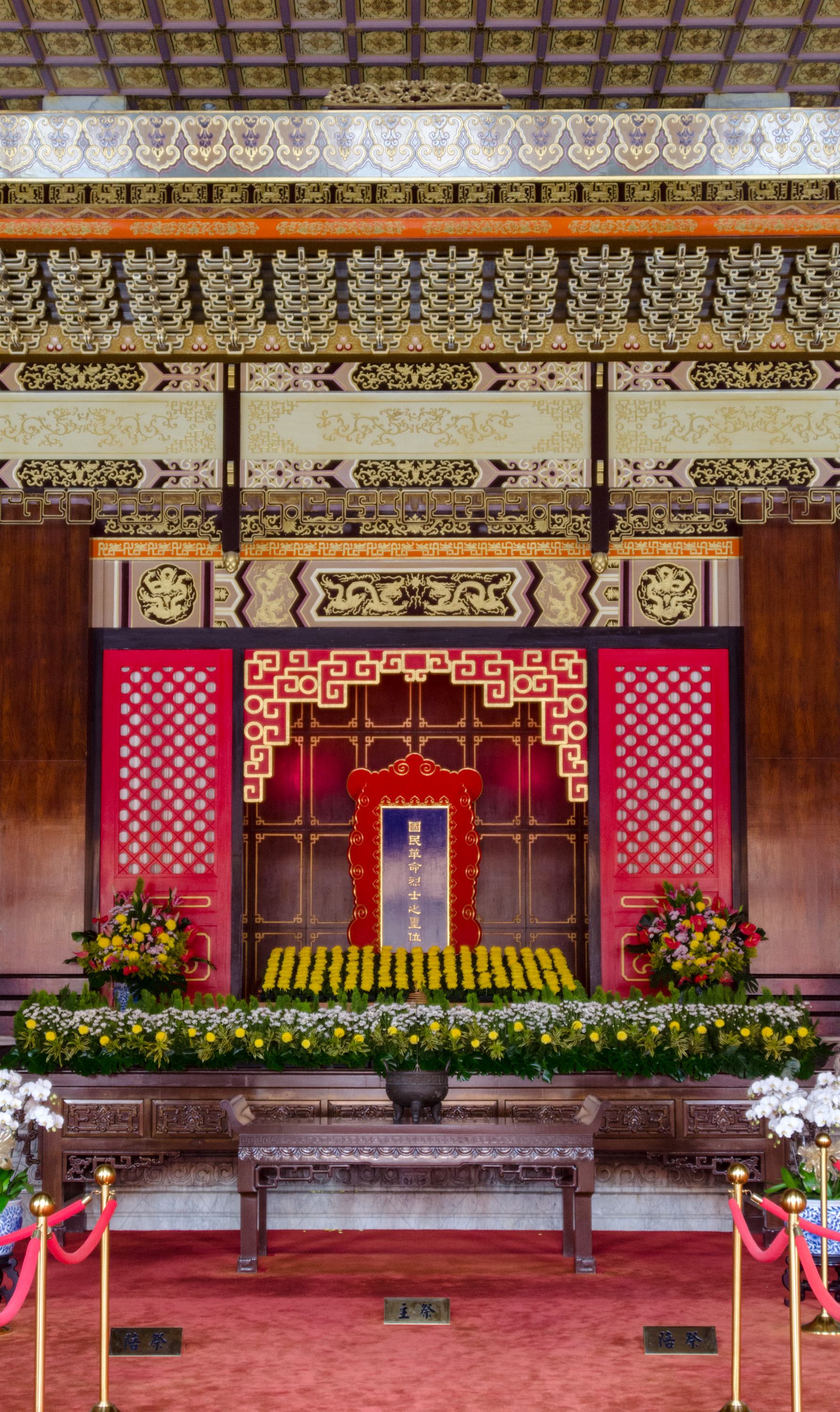
仏壇
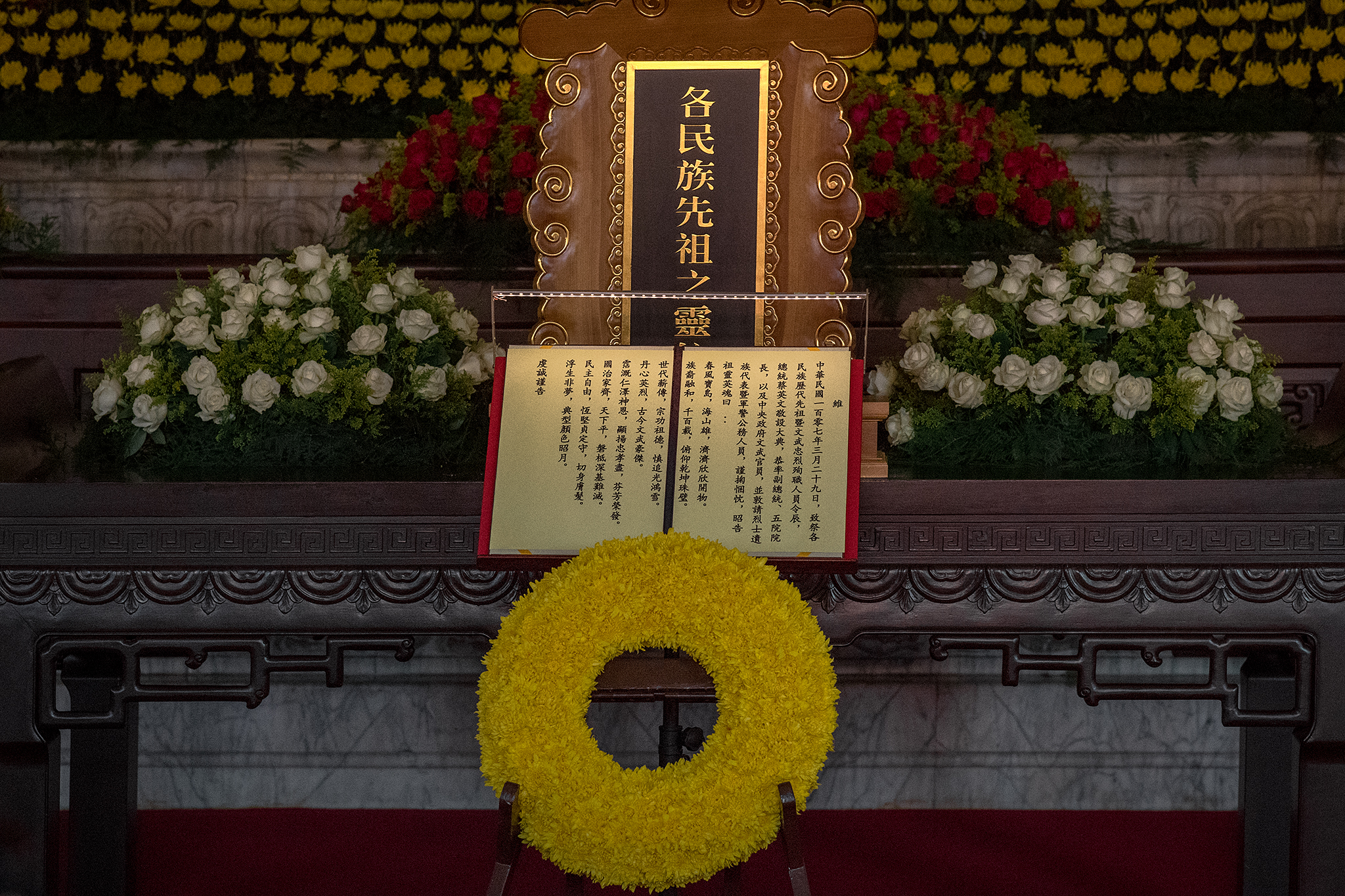
御神体である位牌
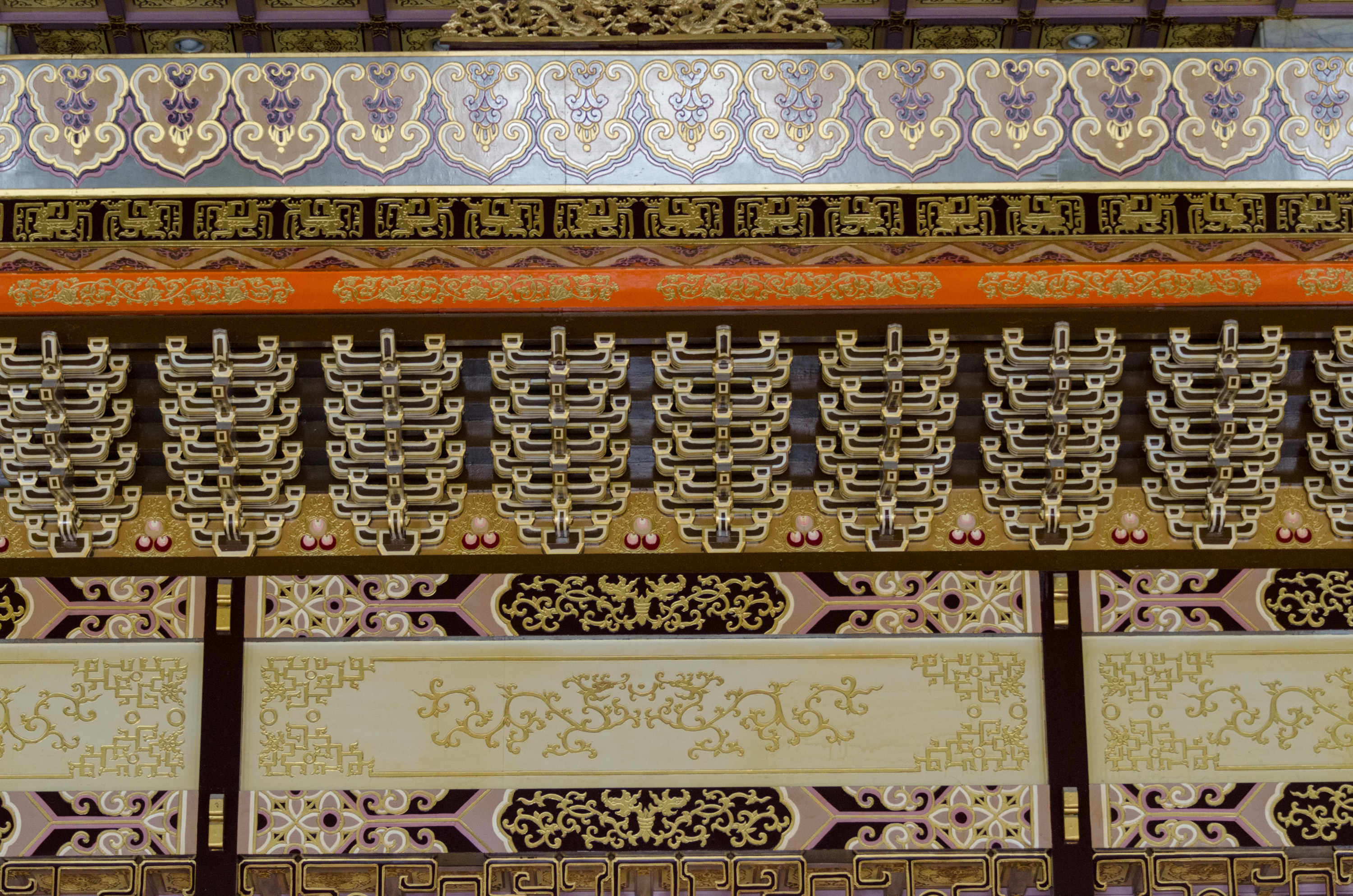
仏壇の上の装飾
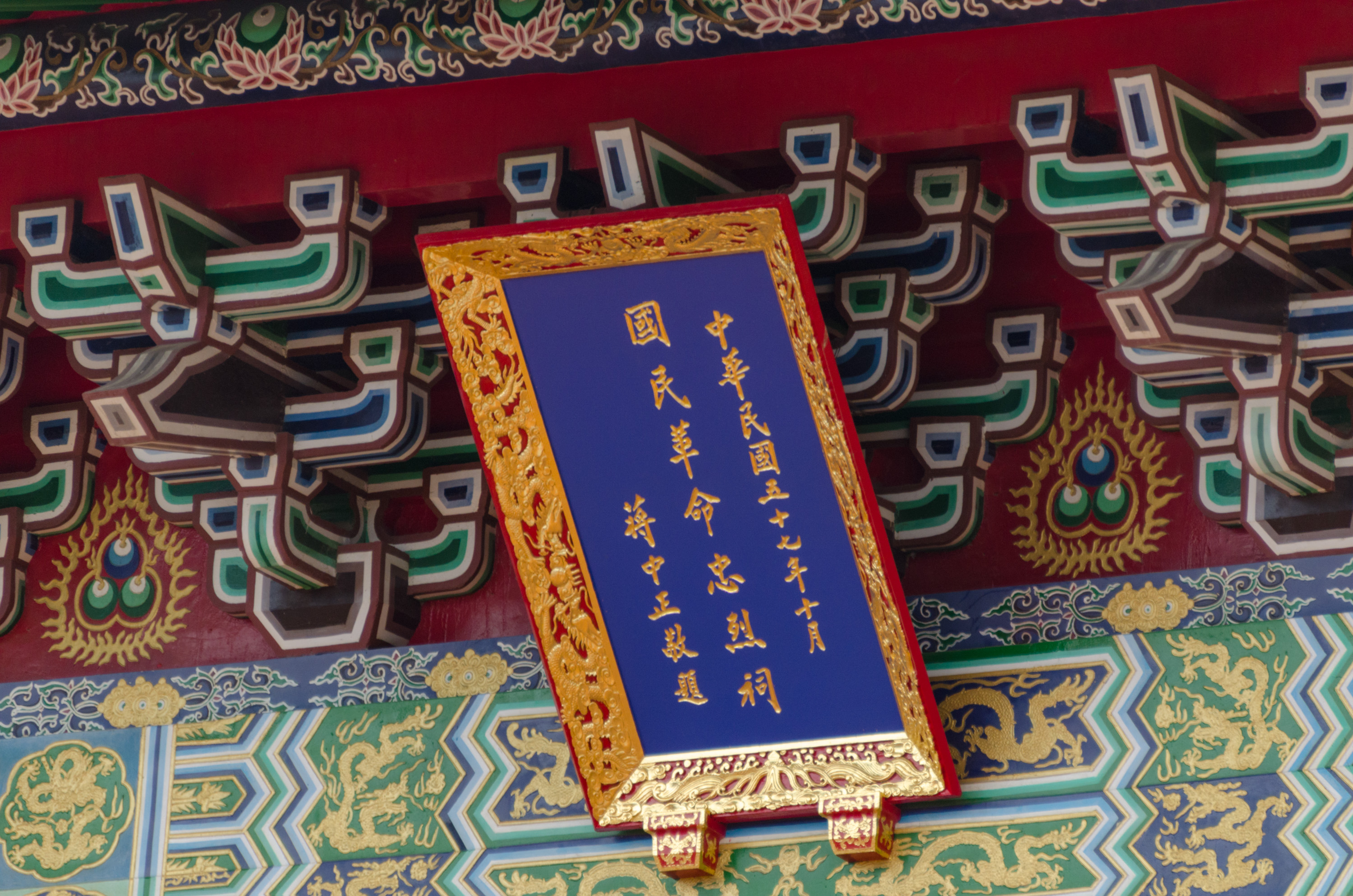
山門の扁額
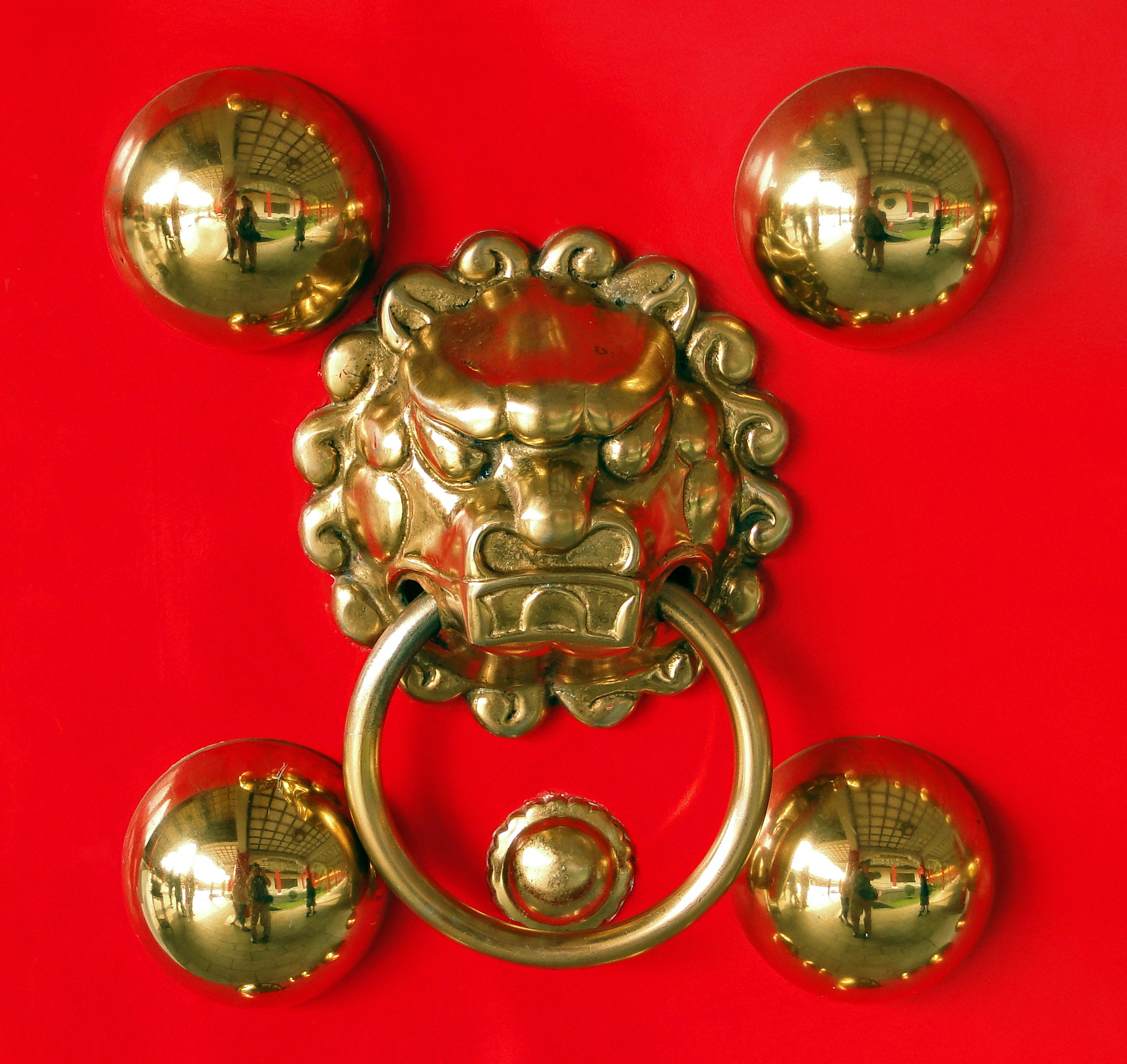
大殿の門獣飾り
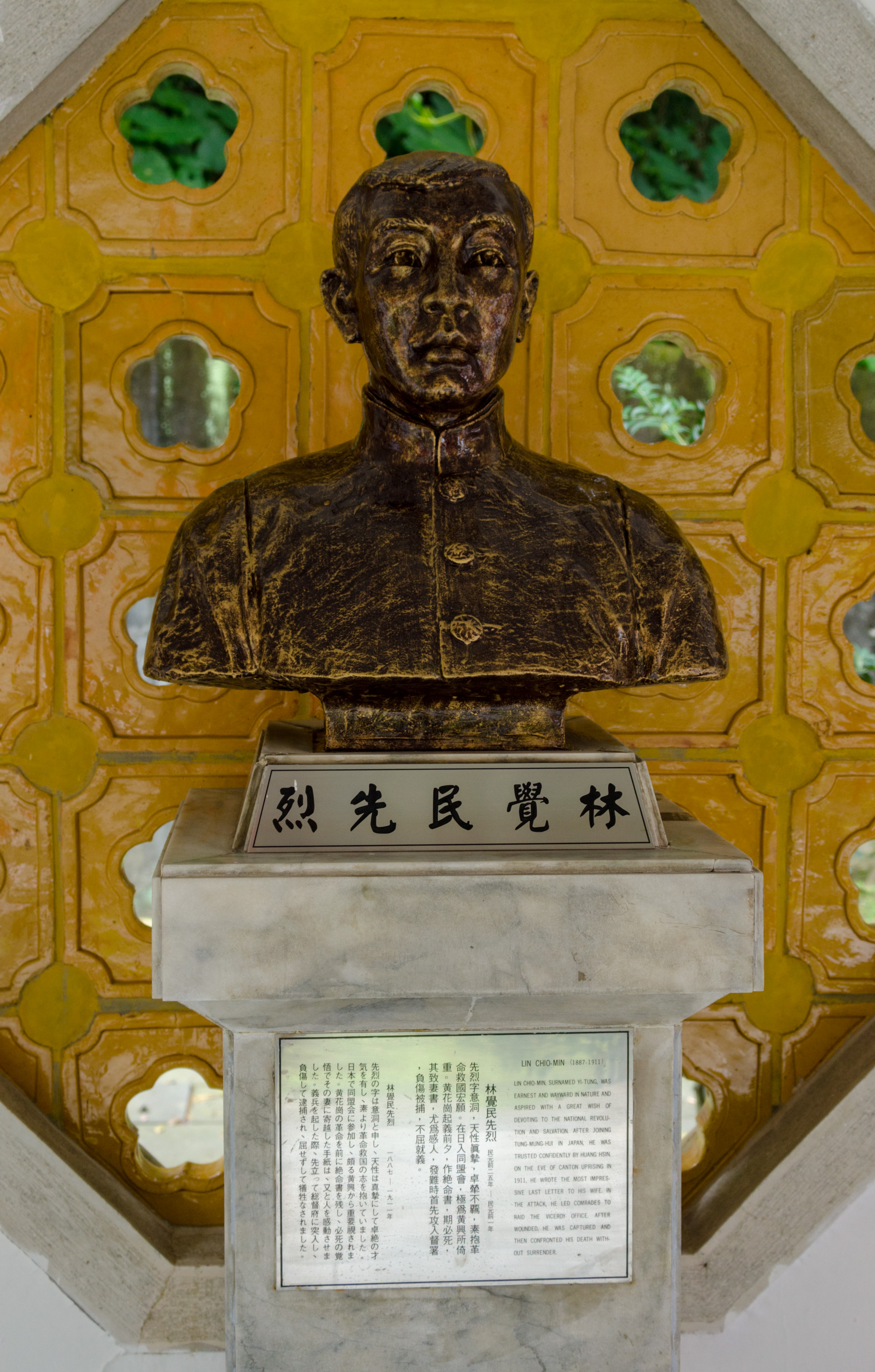
林覚命の銅像
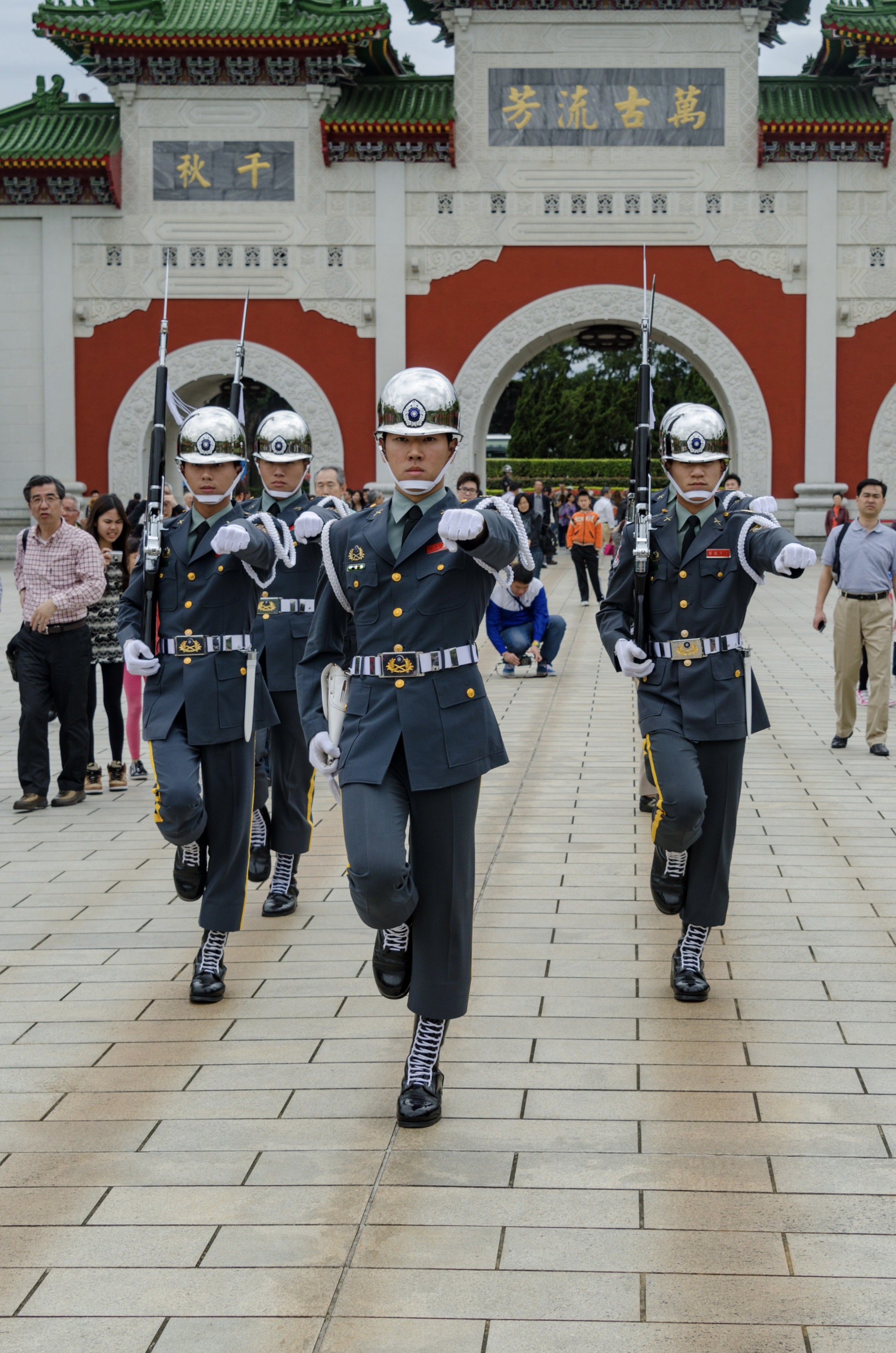
衛兵